# Klaus Tafelmeier
Klaus Tafelmeier  (* 12. dubna 1958, Singen) je bývalý západoněmecký atlet, oštěpař, mistr Evropy z roku 1986.
Při premiéře světového šampionátu v Helsinkách v roce 1983 obsadil v soutěži oštěpařů osmé místo. V roce 1986 se stal mistrem Evropy v hodu oštěpem. Ve stejné sezóně vytvořil výkonem 85,74 m první oficiální světový rekord novým typem oštěpu.